# Chauvincourt-Provemont

Chauvincourt-Provemont este o comună în departamentul Eure, Franța. În 1 ianuarie 2022 avea o populație de 393 de locuitori.